# Japanische Mathematische Gesellschaft

Englisches Logo der Japanischen Mathematischen Gesellschaft

Die Japanische Mathematische Gesellschaft (jap. 日本数学会, Nihon Sūgakukai, englisch: Mathematical Society of Japan, MSJ) wurde 1877 als Mathematische Gesellschaft von Tokio (Tōkyō Sūgaku Kaisha) gegründet und bald darauf 1884 zur Physikalisch-Mathematischen Gesellschaft von Tokio (東京数学物理学会, Tōkyō Sūgaku Butsuri Gakkai) erweitert, aus der 1918 die Japanische Physikalisch-Mathematische Gesellschaft (Nihon sūgaku butsuri gakkai) hervorging. Sie ist die erste akademische japanische Gesellschaft. 1946 gingen daraus die Mathematische und Physikalische Gesellschaft von Japan hervor. Seit 1952 ist die MSJ als Verein (shadan-hōjin) mit Sitz in Taitō, Präfektur Tokio organisiert.

## Geschichte
Ursprünglich wurde die Gesellschaft gegründet, um die Verbreitung westlicher (damals überwiegend europäischer) Mathematik in Japan zu fördern und in der Folge gingen bis Anfang des 20. Jahrhunderts viele japanische Mathematiker zum Studium nach Europa. Eine erste Frucht dieses Austauschs waren beispielsweise die Arbeiten von Teiji Takagi zur Klassenkörpertheorie. Nach dem Zweiten Weltkrieg nahm die Mathematik in Japan einen großen Aufschwung, gekennzeichnet schon durch die Konferenz für Algebraische Zahlentheorie 1955 und später durch bisher drei Fields-Medaillen (Heisuke Hironaka, Kunihiko Kodaira, Shigefumi Mori) und dem ersten Carl-Friedrich-Gauß-Preis (Kiyoshi Ito) für japanische Mathematiker.
Die Gesellschaft gibt das Journal of the Mathematical Society of Japan (gegründet 1948) heraus, das Japanese Journal of Mathematics (gegründet 1924) und das vierteljährlich erscheinende Sugaku (ab 1947), eine Art Newsletter der Gesellschaft (es gibt aber auch noch einen weiteren Newsletter Sugaku Tushin) mit Übersichtsartikeln, die auch als Sugaku Expositions von der American Mathematical Society in Übersetzung veröffentlicht wurden. Sie gibt eine Buchreihe von Memoirs der MSJ heraus (in zwei Serien, englisch und japanisch) und Advanced Studies in Pure Mathematics unter anderem mit Konferenzberichten. Ein von der Gesellschaft unter Herausgeberschaft von Kiyoshi Ito herausgegebener Encyclopedic Dictionary of Mathematics (in englischer Übersetzung bei MIT Press erschienen) erscheint mittlerweile in 4. Auflage.
Jährliche Treffen finden im Frühling und Herbst statt. Auf dem Frühlingstreffen werden der Frühlingspreis und der Publikationspreis verliehen, auf dem Herbsttreffen der Herbstpreis, der Seki-Takakazu- und der Takebe-Katahiro-Preis. Auf den Treffen können Mitglieder ihre eigenen Forschungsarbeiten vorstellen.
Die Gesellschaft verleiht mehrere Preise, am angesehensten sind der Frühlingspreis und der Herbstpreis, die an Mitglieder der MSJ verliehen werden. Der Frühlingspreis wird jährlich an herausragende Mathematiker bis 40 Jahren vergeben und ging wie der Herbstpreis 1987 aus dem ab 1973 verliehenen Iyanaga-Preis hervor (benannt nach Shokichi Iyanaga). Der Herbstpreis wird seit 1987 ohne Altersbeschränkung vergeben. Außerdem werden jährlich der Algebra-Preis, der Geometrie-Preis und der Analysis-Preis verliehen. Daneben gibt es den Seki-Takakazu-Preis (benannt nach dem berühmten japanischen Mathematiker des 17. Jahrhunderts), der für Personen und Organisationen verliehen wird, die die Mathematik in Japan förderten (außerhalb streng mathematischer Aktivität). Nach einem Schüler von Seki ist der Takebe-Katahiro-Preis für junge Nachwuchsmathematiker benannt, verliehen seit ihrem 50-jährigen Jubiläum 1996. Seit 2004 gibt es einen Publikations-Preis, verliehen an Einzelpersonen oder Organisationen für herausragende Publikationen und Publikationsaktivitäten.
Von der Gesellschaft werden auch ab 2006 Takagi Lectures getragen, die international bekannte Mathematiker zweimal im Jahr abhalten. Sie sind nach Takagi benannt und werden im Japanese Journal of Mathematics veröffentlicht. Die ersten fanden 2006 im RIMS in Kyōto statt (Stephen Smale, Spencer Bloch, Pierre-Louis Lions, Claire Voisin).
Zurzeit (2009) hat die Gesellschaft etwa 5000 Mitglieder. Präsident ist (2009) Takashi Tsuboi.

## Preise

### Iyanaga-Preis
- 1973 Yasutaka Ihara
- 1974 Reiko Sakamoto
- 1975 Motoo Takahashi
- 1976 Mitsuyoshi Katō
- 1977 Takahiro Kawai
- 1978 Takuro Shintani
- 1979 Gorō Nishida
- 1980 Katsuhiro Shiohama
- 1981 Masaki Kashiwara
- 1982 Shigeru Iitaka
- 1983 Shigefumi Mori
- 1984 Yukio Matsumoto
- 1985 Toshio Ōshima
- 1986 Shinichi Kotani
- 1987 Toshikazu Sunada

### Frühlingspreis
- 1988 Kazuya Kato
- 1989 Yōichi Miyaoka
- 1990 Hiroshi Matano
- 1991 Morihiko Saitō
- 1992 Haruzo Hida
- 1993 Shigeo Kusuoka
- 1994 Kenji Fukaya
- 1995 Mitsuhiro Shishikura
- 1996 Shūji Saitō
- 1997 Hitoshi Arai
- 1998 Toru Ozawa
- 1999 Toshiyuki Kobayashi
- 2000 Hiraku Nakajima
- 2001 Takeshi Saito
- 2002 Yasuyuki Kawahigashi
- 2003 Tomotada Ohtsuki
- 2004 Takashi Kumagai
- 2005 Takeshi Tsuji
- 2006 Takuro Mochizuki
- 2007 Kenji Nakanishi
- 2008 Hideo Takaoka
- 2009 Narutaka Ozawa
- 2010 Osamu Iyama
- 2011 Atsushi Shiho
- 2012 Shin-ichi Ohta
- 2013 Masayuki Asaoka
- 2014 Yukinobu Toda
- 2015 Kenichi Kawarabayashi
- 2016 Hiroshi Iritani
- 2017 Tomoyuki Abe
- 2018 Yoshikata Kida
- 2019 Yasunori Maekawa
- 2020 Yuji Odaka
- 2021 Masaki Tsukamoto
- 2022 Neal Bez
- 2023 Kei Irie
- 2024 Kento Fujita
- 2025 Hokuto Konno

### Herbstpreis
- 1987 Tetsuji Miwa, Michio Jimbō
- 1988 Yūjirō Kawamata, Shigefumi Mori
- 1989 Shinzō Watanabe
- 1990 Tetsuji Shioda
- 1991 Akihiro Tsuchiya
- 1992 Shōichirō Sakai
- 1993 Hitoshi Ishii
- 1994 Kunio Murasugi
- 1995 Hitoshi Ishii
- 1996 Shigeru Mukai
- 1997 Kahuhiko Aomoto
- 1998 Hiroaki Nakamura, Akio Tamagawa, Shinichi Mochizuki
- 1999 Mikio Furuta
- 2000 Yoshikazu Giga
- 2001 Gen Nakamura
- 2002 Yasumasa Nishiura
- 2003 Susumi Ariki
- 2004 Toshiyasu Arai
- 2005 Kaoru Ono
- 2006 Hiroshi Isozaki
- 2007 Tadahisa Funaki
- 2008 Masanao Ozawa
- 2009 Kenji Yajima
- 2010 Masaki Izumi
- 2011 Akito Futaki
- 2012 Mitsuhiro Nakao
- 2013 Masato Tsujii
- 2014 Hideo Kozono
- 2015 Koji Fujiwara
- 2016 Shigeyuki Morita
- 2017 Tomoyuki Arakawa
- 2018 Hirofumi Osada
- 2019 Takayoshi Ogawa
- 2020 Masaaki Umehara, Kotarō Yamada
- 2021 Martin Guest
- 2022 Yoshiko Ogata
- 2023 Benoît Collins
- 2024 Nakahiro Yoshida

### Seki-Takakazu-Preis
- 1995 Toyosaburo Taniguchi
- 1996 Friedrich Hirzebruch
- 2006 Das Japanisch-US-amerikanische Mathematische Institut (JAMI) an der Johns Hopkins University
- 2007 Institut des Hautes Études Scientifiques

### Geometrie-Preis
- 1987 Akio Kawauchi, Shoshichi Kobayashi
- 1988 Hirotaka Fujimoto
- 1989 Kenji Fukaya, Yoshio Muto
- 1990 Shoji Futaki
- 1991 Masaru Takeuchi
- 1992 Norihito Koiso, Akira Fujiki
- 1993 Tomoyoshi Yoshida
- 1994 Tadashi Nagano, Ryoichi Kobayashi
- 1995 Masaaki Umehara, Kotarō Yamada
- 1996 Hideki Oomori
- 1997 Shigenori Bando, Hiraku Nakajima
- 1998 Tomotada Ohtsuki, Masahiko Kanai
- 1999 Kaoru Ono, Takao Yamaguchi
- 2000 Sadayoshi Kojima, Takeo Ohsawa
- 2001 Reiko Miyaoka
- 2002 Hajime Tsuji, Kazuyoshi Kiyohara
- 2003 Shigenori Matsumoto, Kengo Hirachi
- 2004 Seiichi Kamada, Shin Nayatani
- 2005 Ryuji Goto, Koji Fujiwara
- 2006 Toshiki Mabuchi, Takashi Shioya
- 2007 Shigeyuki Morita, Ken-Ichi Yoshikawa
- 2008 Kazuo Habiro
- 2009 Yoshikata Kida, Ko Honda
- 2010 Kazuo Akutagawa, Nobuhiro Honda
- 2011 Kyoji Saito, Shin-ichi Ohta
- 2012 Ken'ichi Oshika, Yukinobu Toda
- 2013 Toshitake Kohno, Katsutoshi Yamanoi
- 2014 Masatake Kuranishi
- 2015 Hiroshi Iritani, Osamu Saeki
- 2016 Teruhiko Soma, Shigeharu Takayama
- 2017 Osamu Kobayashi, Makoto Sakuma
- 2018 Shouhei Honda, Yuji Odaka
- 2019 Kei Irie, Masaki Tsukamoto
- 2020 Mikiya Masuda
- 2021 Nariya Kawazumi, Yusuke Kuno, Jun Murakami
- 2022 Hiroshi Iriyeh, Masataka Shibata, Tatsuki Kuwagaki
- 2023 Kento Fujita
- 2024[5] Shinobu Hosono, Hokuto Konno

### Algebra-Preis
- 1998 Hiroshi Umemura, Takeshi Saito
- 1999 Kazuhiro Fujiwara, Masahiko Miyamoto
- 2000 Kōichirō Harada
- 2001 Tamotsu Ikeda, Toshiaki Shoji
- 2002 Masato Kurihara
- 2003 Keiichi Watanabe
- 2004 Tomohide Terasoma
- 2005 Iku Nakamura, Kohji Matsumoto
- 2006 Masaki Hanamura, Hiroyuki Yoshida
- 2007 Bannai Yoshikazu, Yasushi Hutoshi Yoshioka
- 2008 Toshiyuki Tanizaki, Iyama Osamu, Namikawa Yoshinori
- 2009 Keiji Oguiso, Akihiko Yukie
- 2010 Nobuo Tsuzuki, Hiroaki Terao
- 2011 Shihoko Ishii
- 2012 nicht vergeben
- 2013 Tomoyuki Arakawa, Atsushi Ichino
- 2014 Yuji Yoshino, Hidekazu Furusho
- 2015 Syu Kato
- 2016 Hidenori Katsurada, Kazuhiko Kurano, Masa-Hiko Saito
- 2017 Toshiyuki Katsura, Masanobu Kaneko, Mitsuyasu Hashimoto
- 2018 Takayuki Hibi, Satoshi Naito, Kanetomo Sato
- 2019 Shinichi Kobayashi, Shunsuke Takagi
- 2020 Takuzo Okada, Ryō Takahashi
- 2021 Masanori Asakura, Kazuhiko Yamaki
- 2022 Osamu Fujino, Masaaki Furusawa, Izuru Mori
- 2023 Yoshinori Gongyo, Satoshi Wakatsuki
- 2024[6] Hideto Asashiba, Kentaro Nakamura

### Analysis-Preis
- 2002 Tadahisa Funaki, Junjirō Noguchi, Eiji Yanagida
- 2003 Masatoshi Fukushima, Masaki Izumi, Kimio Miyajima,
- 2004 Masafumi Akahira, Katsunori Iwasaki, Takaaki Nishida
- 2005 Kenji Nakanishi, Hidenori Fujiwara, Nobuo Yoshida
- 2006 Narutaka Ozawa, Jun Kigami, Nakahiro Yoshida
- 2007 Shigeki Aida, Toshiaki Hishida, Takeshi Hirai
- 2008 Ken-Iti Sato, Hideo Tamura, Nakao Hayashi
- 2009 Hiroaki Aikawa, Takayoshi Ogawa, Tatsuo Nishitani
- 2010 Shu Nakamura, Hideo Nagai, Toshitaka Nagai
- 2011 Masanori Hino, Hiroki Matui, Yoshinori Morimoto
- 2012 Yoshiyuki Kagei, Shigeru Sakaguchi, Masanobu Taniguchi
- 2013 Yoshihiro Tonegawa, Yasuo Watatani, Toshiro Watanabe
- 2014 Kazuhiro Ishige, Hirofumi Osada, Hidetaka Hamada
- 2015 Mitsuru Sugimoto, Kazunaga Tanaka, Akimichi Takemura
- 2016 Soichiro Katayama, Shigeaki Koike, Tomohiro Sasamoto
- 2017 Tetsutaro Shibata, Masayoshi Takeda, Yoshitsugu Takei
- 2018 Shuichi Kawashima, Norio Konno, Akihiko Miyachi
- 2019 Fumio Hiroshima, Hidetaka Sakai, Hiroki Sumi
- 2020 Hirokazu Ninomiya, Kengo Matsumoto, Hideki Miyachi
- 2021 Kengo Kato, Makoto Katori, Futoshi Takahashi
- 2022 Masaru Ikehata, Katsuhiko Matsuzaki, Eiichi Nakai
- 2023 Yasunori Fujikoshi, Masahito Ohta, Naoki Tanaka
- 2024[7] Ryoki Fukushima, Yuki Naito, Hitoshi Tanaka